# Schefflera cartagoensis
Schefflera cartagoensis är en araliaväxtart som beskrevs av M.J.Cannon och John Francis Michael Cannon. Schefflera cartagoensis ingår i släktet Schefflera och familjen araliaväxter.
Artens utbredningsområde är Costa Rica. Inga underarter finns listade.